# Agni (misil)
Agni es una familia de misiles balísticos indios de alcance medio, propulsados por combustible sólido y comenzados a desarrollar a finales de 1980.

## Versiones

Distintos alcances de cada modelo de misil.

### Agni TD
Con tres lanzamientos de prueba, el primero fue realizado el 22 de mayo de 1989, y fue retirado en 1994.

#### Especificaciones
- Apogeo: 300 km
- Empuje en despegue: 700 kN
- Masa total: 19.000 kg
- Diámetro: 1 m
- Longitud total: 21 m
- Alcance máximo: 1.200 km

### Agni 1
Todavía en servicio, es un misil de una sola etapa cuyo primer vuelo de prueba tuvo lugar el 25 de enero de 2005.

#### Especificaciones
- Apogeo: 200 km
- Empuje en despegue: 503 kN
- Masa total: 14.000 kg
- Diámetro: 1 m
- Longitud total: 18 m
- Alcance máximo: 700 km

### Agni 2
En servicio, utiliza dos etapas. El primer vuelo de prueba tuvo lugar el 11 de abril de 1994. Puede portar ojivas nucleares.

#### Especificaciones
- Apogeo: 405 km
- Empuje en despegue: 503 kN
- Masa total: 16.000 kg
- Diámetro: 1,01 m
- Longitud total: 18,99 m
- Alcance máximo: 2.875 km

### Agni 3
En servicio, utiliza dos etapas. El primer vuelo de prueba tuvo lugar el 9 de julio de 2006.

#### Especificaciones
- Apogeo: 100 km
- Empuje en despegue: 1.040 kN
- Masa total: 48.000 kg
- Diámetro: 2 m
- Longitud total: 16 m
- Alcance máximo: 2.000 km